# Dibenzocicloepteno
Dibenzociclohepteno, também conhecido como dibenzocicloheptadieno e dibenzosuberano, é um composto químico tricíclico composto por dois anéis de benzeno ligados a um grupo ciclohepteno. É uma sequência de aminoácidos recorrente em várias drogas  na química orgânica sintética.
Os antidepressivos tricíclicos (ADTs) possuem uma fração dibenzociclohepteno em suas estruturas químicas, a exemplo de amineptina, amitriptilina, butriptilina, demexipitilina [en], nortriptilina, noxiptilina e protriptilina. A ciclobenzaprina, um relaxante muscular, também contém esse grupo funcional.

Sistema de numeração do dibenzociclohepteno (C_{15}H_{14})